# Spel (pjäs)
Spel är en teaterpjäs i en akt av den absurdistiske författaren Samuel Beckett. Urpremiären ägde rum på tyska på Ulmer Theater i Ulm den 14 juni 1963. Den första engelskspråkiga uppsättningen var på Old Vic i London den 7 april året därpå.

## Handling
Tre personer, två kvinnor och en man, är nedsjunkna till hakan i var sin begravningsurna. Mannen (M) är placerad i mitten, omgiven av hustrun (K1) och älskarinnan (K2). De tillbringar evigheten genom att i monotona repliker mala på om sitt sjaskiga triangeldrama.
Becketts pjäs företer ett släktskap med Jean-Paul Sartres Inför lyckta dörrar från 1944.